# Ljudredigering
Ljudredigering är en metod som gör det möjligt att i efterhand bearbeta inspelat ljud. Redigering av ljud kan ske analogt med hjälp av till exempel en bandspelare eller digitalt med en dator. Vid analog ljudredigering används ofta en flerspårig bandspelare för att på så sätt kunna lägga på fler ljud i efterhand utan att förstöra det som redan finns inspelat. Vid digital ljudredigering används oftast en dator som lagrar ljudet digitalt på ett minnesmedium, vid digital redigering av ljud använd mjukvara som till exempel Audacity.